# ويليام ماغواير
ويليام ماغواير (بالإنجليزية: William McGuire)‏ (24 مارس 1860 في المملكة المتحدة - ) هو مدرب كرة قدم ولاعب كرة قدم بريطاني (وحمل سابقاً جنسية المملكة المتحدة لبريطانيا العظمى وأيرلندا) في مركز الهجوم. شارك مع منتخب اسكتلندا لكرة القدم. أما مع النوادي، فقد لعب مع Beith F.C. ‏.

## وصلات خارجية
- ويليام ماغواير على موقع قاعدة بيانات كرة القدم.إي يو (الإنجليزية)